# Ivars Godmanis
Ivars Godmanis (Riga, 27 de noviembre de 1951) es un político de Letonia. Fue el primer primer ministro de Letonia tras la independencia del país de la Unión Soviética, en diciembre de 2007 volvió a ser elegido primer ministro por segunda vez.
Estudió en la facultad de física y química de la Universidad de Letonia y participó en el movimiento nacionalista letón impulsando el Frente Popular Letón, partido que aglutinaba la mayoría de fuerzas nacionalistas.
Godmanis, elegido en las elecciones del 18 de marzo de 1990, sirvió como primer ministro en el período de 1990 a 1993, su principal reto fue dirigir la  difícil transición económica de Letonia desde el comunismo al capitalismo. En los comicios de 1993 obtuvo una estrepitosa derrota y se retiró de la vida política.
Su vuelta del sector privado se produjo en 1998, año en que ingresó en el partido Camino de Letonia, escisión del Frente Popular y ejerció el cargo de Ministro de Finanzas hasta 1999.

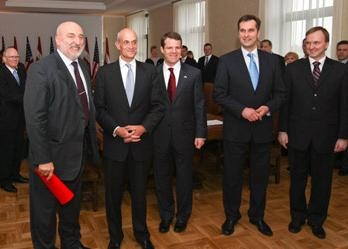
Ivars Godmanis (izquierda) en la reunión del Gobierno de Letonia y los representantes de los EE. UU.

En las elecciones de 2002 su partido perdió la representación parlamentaria siendo nombrado presidente de este dos años después. En noviembre de 2006, tras las elecciones que posibilitaron la vuelta del Partido Camino de Letonia al Saeima, Godmanis se hizo cargo del ministerio del interior y el 14 de diciembre de 2007, fue nombrado por el presidente Valdis Zatlers primer ministro tras la dimisión de Aigars Kalvītis. Su nombramiento fue aprobado por el Parlamento el 20 de diciembre, con 54 votos a favor y 43 contra.
El 18 de junio de 2008, Godmanis sufrió un accidente de tráfico, cuando su coche oficial se empotró con un microbús en las calles de Riga.
Como nota curiosa encontramos que moderó un programa radiofónico en la emisora privada SWH, sobre la historia de la música rock.
Otra conocida anécdota ocurrió durante el concierto que la banda británica Queen + Paul Rodgers ofreció el día 19 de septiembre de 2008 en el Arena de Riga. El baterista Roger Taylor invitó a Godmanis al escenario para que, sentado a la batería, interpretase junto al resto de los músicos el clásico de Free "All Right Now", recibiendo una gran ovación por parte del público presente.